# 쿡쥐
쿡쥐(Mus cookii)는 쥐과 생쥐속에 속하는 설치류의 일종이다. 방글라데시와 중국, 라오스, 미얀마, 네팔, 태국, 베트남에서 발견된다.

## 특징
꼬리 길이 83~91mm를 제외한 몸길이가 77~96mm인 작은 설치류다. 발 길이는 17~21mm이고, 귀 길이는 15mm, 몸무게는 최대 30g이다. 등 쪽 털은 갈색부터 회색빛 갈색까지 다양하고 옆구리는 좀더 밝은 색을 띠지만 배 쪽은 밝은 회색이다. 핵형은 2n=40, FN=40이다.

## 생태
야행성, 육상성 동물이다.

## 분포 및 서식지
인도아대륙 동부와 남부, 인도차이나에 널리 분포한다. 해발 최대 2,500m 이하의 아열대 건조 탈락성 숲, 침엽수림, 활엽수림과 같이 서로 다른 숲 서식지에서 서식한다.논과 기타 이차 환경에서도 발견된다.

## 아종
3종의 아종이 알려져 있다.
- M. c. cookii - 미얀마 북부와 중국 윈난성 서부, 라오스 북부, 태국, 베트남
- M. c. nagarum (Thomas, 1921) - 네팔 중부와 동부, 부탄, 방글라데시 북부, 인도 아삼주와 마니푸르주, 미조람주, 메갈라야주, 나갈랜드주, 아루나찰프라데시주 남부, 미얀마 북서부
- M. c. palnica (Thomas, 1923) 인도 타밀나두주와 카르나타카주 남동부